# Синовіальна рідина

Синовіальна рідина, синовія (від грец. sýn — разом і лат. ovum — яйце) — густа еластична маса, що заповнює порожнину суглобів.
Виконує функцію внутрішньосуглобової змазки, запобігаючи тертя суглобових поверхонь і їх зношування; бере участь у підтримці нормального співвідношення суглобових поверхонь, підвищує їх рухливість; забезпечує живлення суглобного хряща; служить додатковим амортизатором. Рідина продукується синовіальною оболонкою суглоба і заповнює його порожнину. У нормі прозора або злегка жовтувата.
При низькому навантаженні на суглоб — всмоктується в пори хрящової тканини, при збільшенні тиску — витискається з пор і забезпечує змащування. Саме тому ковзання суглобового хряща при значних фізичних навантаженнях відбувається майже без тертя.

## Лабораторне дослідження
| Тип                                                                       | Лейкоцити (WBC) (на мм3 ) | % нейтрофілів | В'язкість | Зовнішній вигляд |
| ------------------------------------------------------------------------- | ------------------------- | ------------- | --------- | ---------------- |
| Нормальний                                                                | <200                      | 0             | Висока    | Прозорий         |
| Остеоартроз                                                               | <5000                     | <25           | Висока    | Прозорий жовтий  |
| Травма                                                                    | <10 000                   | <50           | Перемінна | Кривавий         |
| Запальний                                                                 | 2 000–50 000              | 50–80         | Низька    | Мутний жовтий    |
| Септичний артрит                                                          | >50 000                   | >75           | Низька    | Мутний жовтий    |
| Гонорея                                                                   | ~10 000                   | 60            | Низька    | Мутний жовтий    |
| Туберкульоз                                                               | ~20 000                   | 70            | Низька    | Мутний жовтий    |
| Запальний тип: артрит, подагра, ревматоїдний артрит, ревматична лихоманка |                           |               |           |                  |